# Breda
För andra betydelser, se Breda (olika betydelser).
Breda (nederländskt uttal: [breːˈdaː]

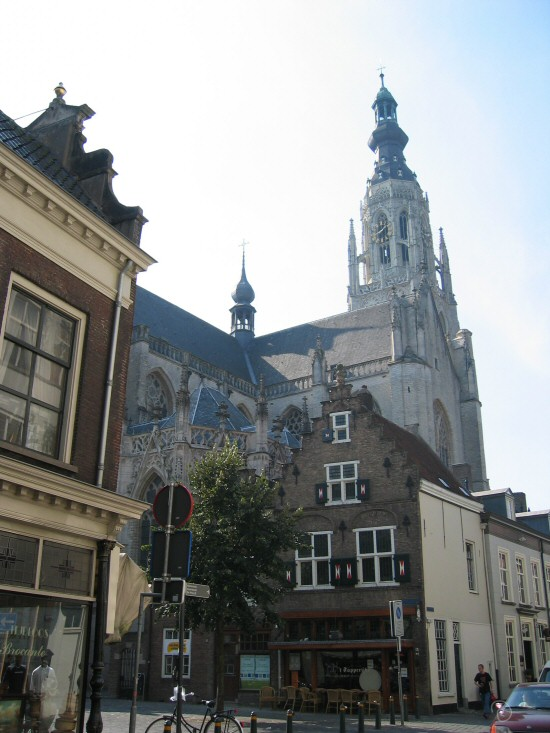
Stora kyrkan (Grote Kerk) i centrum av Breda.

 ( lyssna)) är en stad i nederländska provinsen Noord-Brabant, vid floden Mark. Staden har en omfattande och mångsidig industri med tillverkning av såväl livsmedel som maskindelar. Tidigare tillverkning av yllevaror och cigarrer, och med krigsakademi. Breda har en befolkning som uppgår till 176 507 invånare (januari 2012). Förr i tiden var Breda en fästning. 
Omgivningen utgör den s.k. Bredaheden, som nu[när?] delvis gjorts odlingsbar. 
Breda erhöll stadsrättigheter 1252 och befästes 1534. Befästningsverken var i bruk fram till 1876. Den gotiska katedralen Grote Kerk påbörjades i slutet av 1200-talet men färdigställdes först 1509. I katedralen finns bland annat ett ståtligt gravmonument i renässans över Engelbrekt II av Nassau. Slottet påbörjades vid mitten av 1500-talet och byggdes om på 1690-talet, det fungerade senare som krigsakademi.
25 mars 1566 undertecknades i B. av nio adelsmän den av Philips van Marnix uppsatta förbindelsen att med all makt hindra inkvisitionens och en ny lags införande, den s.k. "kompromissen", vilken blev utgångspunkten för nederländarnas frihetskamp mot Spanien. 
I Breda slöt England 31 juli 1667 fred med Nederländerna samt dess allierade Frankrike och Danmark. Åt Nederländerna, med vilket även ingicks förbund, återgav England Surinam och gjorde några eftergifter med avseende på navigationsakten, men behöll det i kriget tagna Nya Nederländerna (nuv. New York och New Jersey). Konungen av Danmark gjorde utan framgång försök att för Norges räkning återvinna Orkney- och Shetlandsöarna. Frederna slöts under svensk medling; medlare var hovrådet Peter Julius Coyet (som avled 11 juni 1667, före fredernas undertecknande), riksrådet friherre Göran Fleming och fältmarskalken greve Kristoph von Dohna.

## Uttal
Breda uttalas med ett långt e som i till exempel ordet hela och ett öppet a som i Aachen. Betoningen ligger på andra stavelsen.[källa behövs]

## Kända personer
- Dj Tiesto
- Hardwell
- Ramon Dekker
- Virgil Van Dijk